# Tyrifjorden
Tyrifjorden je jezero v Norsku. S plochou 137 čtverečních kilometrů je pátým největším v Norsku. Má maximální hloubku 295 metrů, objem 13 krychlových kilometrů a hladina je ve výšce 63 metrů nad mořem. Z jezera odtéká řeka Drammenselva do Skagerraku.
Tyrifjorden leží v kraji Buskerud a sousedí s obcemi Hole, Lier, Modum a Ringerike. Je na něm několik ostrovů. Největší z nich jsou Storøya a Frognøya. Zřejmě nejznámější je Utøya, kde došlo v červenci 2011 k útoku na mládežnický tábor.